# Ryan Searle
Ryan Searle (* 21. Oktober 1987 in Wellington, Grafschaft Somerset) ist ein professioneller englischer Dartspieler, der an Turnieren der Professional Darts Corporation (PDC) teilnimmt. Sein Spitzname lautet Heavy Metal und spielt sowohl auf seinen Musikgeschmack, als auch auf das außergewöhnlich hohe Gewicht seiner Darts an.

## Karriere
2013 erreichte er das Achtelfinale der BDO World Masters nach einem umstrittenen Sieg gegen Richie George, in welchem er eine Doppel 10 warf, der Dart jedoch nicht genau im Feld steckte. Da der Schiedsrichter Nick Rolls dies als „Game Shot“ bezeichnete und das Leg beendete, gewann Searle das Match.
2017 qualifizierte sich Ryan Searle das erste Mal für die UK Open. Dort kam er in die Runde der letzten 32 und musste sich Rob Cross mit 5:10 geschlagen geben. Immerhin sicherte er sich ein Preisgeld von 3.500 £. Auch für die Players Championship Finals qualifizierte er sich, verlor aber in Runde eins gegen Steve West mit 4:6.
2018 konnte er sich für den Grand Slam of Darts qualifizieren, verlor aber alle drei Spiele der Gruppenphase. Bei den Players Championship Finals verlor er in Runde zwei gegen Daryl Gurney knapp mit 5:6. Bei seiner ersten PDC-WM konnte er überraschend ins Achtelfinale einziehen. Auf seinem Weg dahin besiegte er Stephen Burton, Mensur Suljovic und William O’Connor. Erst dann konnte ihn Michael Smith mit 4:1 besiegen.
2019 konnte der Engländer drei Mal in ein Viertelfinale der Pro Tour einziehen. Auch bei seiner zweiten WM konnte er wieder überzeugen: erst der Doppelweltmeister Gary Anderson konnte ihn in der 3. Runde stoppen.
2020 gewann er das dritte Turnier der Players Championships. Im Finale schlug er Michael van Gerwen mit 8:6 und sicherte sich damit seinen ersten PDC-Titel. Erstmals gelang ihm zudem die Qualifikation zum World Grand Prix. Hierbei unterlag er Danny Noppert in Runde 1 mit 1:2. Bei der Weltmeisterschaft 2021 konnte Searle sich erneut bis ins Achtelfinale vorspielen und verlor dort gegen Stephen Bunting.
2021 feierte Searle dann sein Debüt beim World Matchplay, wobei er gegen Michael Smith verlor. Beim World Grand Prix erreichte Searle erstmals das Viertelfinale. Dabei unterlag er erneut Stephen Bunting. Es folgte seine erste Teilnahme bei der European Darts Championship. Hier war im Achtelfinale nach einer Niederlage gegen Danny Noppert Schluss. Bei den Players Championship Finals 2021 erreichte Searle erstmals ein Major-Finale. Dort unterlag er mit 10:11 Legs gegen Peter Wright.
Bei der folgenden Weltmeisterschaft 2022 erreichte er wieder einmal das Achtelfinale und unterlag erneut Peter Wright, der letztlich Weltmeister wurde.
In der Saison 2022 zeigte Searle weiterhin konstante Leistungen, größere Highlights blieben aber aus. Bei den UK Open kam er bis ins Achtelfinale, wobei er überraschend dem jungen Polen Sebastian Białecki unterlag. Bei der Weltmeisterschaft 2023 kam das Aus in Runde 3 gegen den Portugal José de Sousa.
Beim World Matchplay 2023 spielte sich Searle bis ins Viertelfinale vor. Dar war er gegen Jonny Clayton unterlegen. Bei seinem 5:3-Sieg über Nathan Rafferty in der Gruppenphase des Grand Slam of Darts 2023 spielte Searle einen Neundarter. Er erreichte dann auch erstmals die K.O.-Runde und verlor dort gegen den späteren Turniersieger Luke Humphries. Die Weltmeisterschaft 2024 fand für Searle mit einer Niederlage gegen Joe Cullen in Runde 3 sein Ende.
2024 gelang ihm beim dritten Turnier der Players Championships sein fünfter Sieg bei einem dieser Turniere.

## Weltmeisterschaftsresultate

### PDC
- 2019: Achtelfinale (1:4-Niederlage gegen  Michael Smith)
- 2020: 3. Runde (3:4-Niederlage gegen  Gary Anderson)
- 2021: Achtelfinale (3:4-Niederlage gegen  Stephen Bunting)
- 2022: Achtelfinale (1:4-Niederlage gegen  Peter Wright)
- 2023: 3. Runde (3:4-Niederlage gegen  José de Sousa)
- 2024: 3. Runde (2:4-Niederlage gegen  Joe Cullen)
- 2025: 3. Runde (3:4-Niederlage gegen  Ryan Joyce)

## Turnierergebnisse
| Turnier                                    | 2011                       | 2012                       | 2013                       | 2014                       | 2015                       | 2016                           | 2017                           | 2018                           | 2019                           | 2020                           | 2021                           | 2022                           | 2023                           | 2024                           | 2025                           |
| ------------------------------------------ | -------------------------- | -------------------------- | -------------------------- | -------------------------- | -------------------------- | ------------------------------ | ------------------------------ | ------------------------------ | ------------------------------ | ------------------------------ | ------------------------------ | ------------------------------ | ------------------------------ | ------------------------------ | ------------------------------ |
| BDO-Major-Turniere                         |                            |                            |                            |                            |                            |                                |                                |                                |                                |                                |                                |                                |                                |                                |                                |
| World Masters                              | R1                         | n/q                        | AF                         | n/q                        | R3                         | nicht teilgenommen             | nicht teilgenommen             | nicht teilgenommen             | nicht teilgenommen             | n/a                            | n/a                            | n/t                            | n/a                            | n/t                            |                                |
| PDC-Ranking-Turniere                       |                            |                            |                            |                            |                            |                                |                                |                                |                                |                                |                                |                                |                                |                                |                                |
| Weltmeisterschaft                          | nicht teilgenommen         | nicht teilgenommen         | nicht teilgenommen         | nicht teilgenommen         | nicht teilgenommen         | nicht teilgenommen             | nicht teilgenommen             | n/q                            | AF                             | R3                             | AF                             | AF                             | R3                             | R3                             | R3                             |
| World Masters                              | nicht ausgetragen          | nicht ausgetragen          | nicht ausgetragen          | nicht ausgetragen          | nicht ausgetragen          | nicht ausgetragen              | nicht ausgetragen              | nicht ausgetragen              | nicht ausgetragen              | nicht ausgetragen              | nicht ausgetragen              | nicht ausgetragen              | nicht ausgetragen              | nicht ausgetragen              | AF                             |
| UK Open                                    | nicht teilgenommen         | nicht teilgenommen         | nicht teilgenommen         | nicht teilgenommen         | nicht teilgenommen         | nicht teilgenommen             | R4                             | n/q                            | R4                             | R4                             | R5                             | AF                             | R4                             | R4                             | R5                             |
| World Matchplay                            | nicht teilgenommen         | nicht teilgenommen         | nicht teilgenommen         | nicht teilgenommen         | nicht teilgenommen         | nicht teilgenommen             | nicht qualifiziert             | nicht qualifiziert             | nicht qualifiziert             | nicht qualifiziert             | R1                             | R1                             | VF                             | AF                             | R1                             |
| World Grand Prix                           | nicht teilgenommen         | nicht teilgenommen         | nicht teilgenommen         | nicht teilgenommen         | nicht teilgenommen         | nicht teilgenommen             | nicht qualifiziert             | nicht qualifiziert             | nicht qualifiziert             | R1                             | VF                             | R1                             | AF                             | R1                             |                                |
| European Championship                      | nicht teilgenommen         | nicht teilgenommen         | nicht teilgenommen         | nicht teilgenommen         | nicht teilgenommen         | nicht teilgenommen             | nicht qualifiziert             | nicht qualifiziert             | nicht qualifiziert             | nicht qualifiziert             | AF                             | AF                             | R1                             | AF                             |                                |
| Grand Slam                                 | nicht qualifiziert         | nicht qualifiziert         | nicht qualifiziert         | nicht qualifiziert         | nicht qualifiziert         | nicht qualifiziert             | nicht qualifiziert             | GP                             | n/q                            | GP                             | n/q                            | GP                             | AF                             | n/q                            |                                |
| Players Championship Finals                | nicht teilgenommen         | nicht teilgenommen         | nicht teilgenommen         | nicht teilgenommen         | nicht teilgenommen         | nicht teilgenommen             | R1                             | R2                             | R1                             | R2                             | F                              | AF                             | AF                             | R1                             |                                |
| PDC-Turniere ohne Einfluss auf das Ranking |                            |                            |                            |                            |                            |                                |                                |                                |                                |                                |                                |                                |                                |                                |                                |
| The Masters                                | n/a                        | n/a                        | nicht teilgenommen         | nicht teilgenommen         | nicht teilgenommen         | nicht teilgenommen             | nicht qualifiziert             | nicht qualifiziert             | nicht qualifiziert             | nicht qualifiziert             | nicht qualifiziert             | AF                             | R1                             | R1                             | n/a                            |
| Karrierestatistiken                        |                            |                            |                            |                            |                            |                                |                                |                                |                                |                                |                                |                                |                                |                                |                                |
| Platzierung am Jahresende                  | –                          | –                          | unbekannt                  | unbekannt                  | –                          | –                              | 79                             | 61                             | 52                             | 38                             | 15                             | 16                             | 19                             | 20                             |                                |
| Verband                                    | British Darts Organisation | British Darts Organisation | British Darts Organisation | British Darts Organisation | British Darts Organisation | Professional Darts Corporation | Professional Darts Corporation | Professional Darts Corporation | Professional Darts Corporation | Professional Darts Corporation | Professional Darts Corporation | Professional Darts Corporation | Professional Darts Corporation | Professional Darts Corporation | Professional Darts Corporation |

| Legende zu den Turnierergebnissen | Legende zu den Turnierergebnissen | Legende zu den Turnierergebnissen | Legende zu den Turnierergebnissen | Legende zu den Turnierergebnissen | Legende zu den Turnierergebnissen | Legende zu den Turnierergebnissen | Legende zu den Turnierergebnissen | Legende zu den Turnierergebnissen | Legende zu den Turnierergebnissen |
| --------------------------------- | --------------------------------- | --------------------------------- | --------------------------------- | --------------------------------- | --------------------------------- | --------------------------------- | --------------------------------- | --------------------------------- | --------------------------------- |
| n/t                               | nicht teilgenommen                | n/q                               | nicht qualifiziert                | n/a                               | nicht ausgetragen                 | #R                                | Aus in jeweiliger Runde           | GP                                | Aus in der Gruppenphase           |
| AF                                | Achtelfinalist                    | VF                                | Viertelfinalist                   | HF                                | Halbfinalist                      | F                                 | Turnierfinalist                   | S                                 | Turniersieger                     |

## Titel

### PDC
- Pro Tour
  - Players Championships
    - Players Championships 2020: 3
    - Players Championships 2021: 22
    - Players Championships 2022: 11
    - Players Championships 2023: 1
    - Players Championships 2024: 3
    - Players Championships 2025: 4
- Secondary Tour Events
  - PDC Challenge Tour
    - PDC Challenge Tour 2016: 7, 16